# نظام‌های میراث کشاورزی مهم جهانی (جیاس)

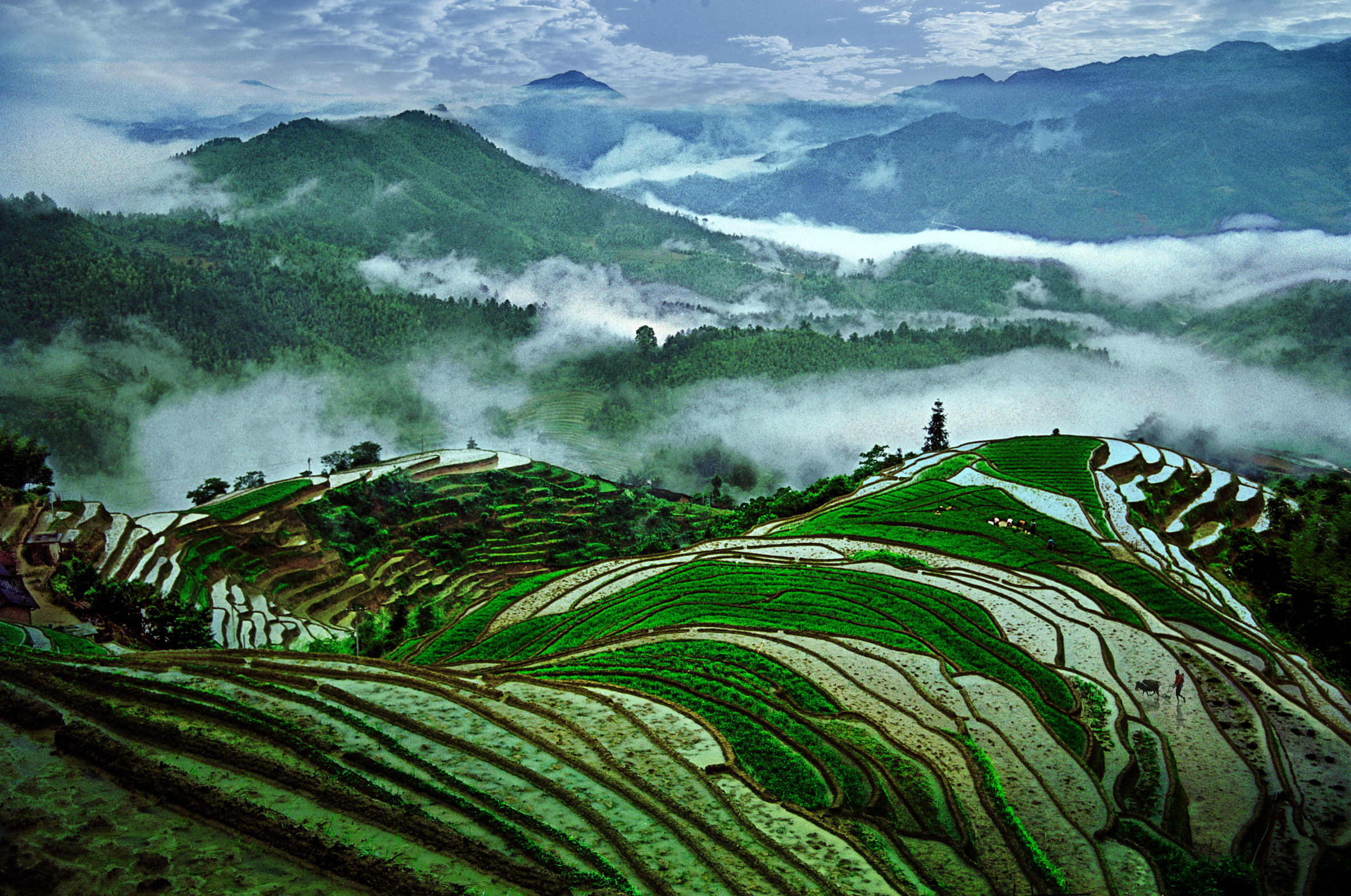

سازمان جهانی فائو، هدایت برنامهٔ «نظام‌های میراث کشاورزی مهم جهانی» یا جیاس (GIAHS) را بر عهده دارد. هدف اولیهٔ این برنامه، شناسایی سرزمین‌ها و مناطق کشاورزی‌ای است که اولاً توانسته‌اند سیستم‌های بهره‌وری از خاک را به شکلی قابل توجه پیاده‌سازی نمایند، ثانیاً از تنوع زیستی بالا اکوسیستم ارتجاعی و میراث فرهنگی با ارزش کشاورزی برخوردار هستند. جدیدترین تعریف این برنامه شامل ماهیگیری و جنگلداری نیز می‌باشد.
این برنامه شامل جوامعی می‌شود که سیستم‌های کشاورزی پیچیده و با تنوع بالا را به صورت محلی‌شده و منطقه‌ای توسعه داده و نگه‌داشته‌اند؛ به طوری که کالا، خدمات، غذا، امرار معاش و امنیت میلیون‌ها انسان در سراسر جهان به آنها وابسته‌است.

## مناطق شناسایی‌شده در ایران
در ایران تا سال ۲۰۱۸ سه منطقه به عنوان نظام میراث کشاورزی مهم جهانی شناسایی و ثبت شده‌اند:
- نظام تولید انار بر پایهٔ آبیاری با قنات[۲]
- نظام تولید انگور در ملایر[۲]
- نظام تولید زعفران بر پایهٔ آبیاری با قنات[۲]

- نظام تولید انجیر دیم استهبان[۲] نیز در سال ۱۴۰۲ به این فهرست اضافه شد.

هم‌اکنون باغستان سنتی قزوین و نظام گردوی تویسرکان در نوبت ثبت در فهرست جیاس هستند